# Pedro Arthur
Pedro Arthur Ferreira Rodrigues, conhecido por Pedro Arthur (Paulo Afonso, 30 de março de 1979), é um empresário e político brasileiro filiado ao União Brasil (UNIÃO).
Durante uma operação de busca e apreensão em outubro de 2020, policiais federais encontram dinheiro entre as nádegas do senador, Chico Rodrigues seu pai e titular da vaga no senado. Após isso o senador pediu para sair do cargo de vice-líder do governo no Senado. Em decorrência desse acontecimento o Ministro do STF Luís Roberto Barroso determinou o afastamento de seu cargo de Senador por 90 dias, dando lugar ao primeiro suplente que era Pedro Arthur. Até a presente data, porém, sua posse como senador não foi efetivada.